# Liga Europea de la EHF 2021-22
La Liga Europea de la EHF 2021-22 es la 41.ª edición de la segunda competición de balonmano más importante a nivel europeo, pero la segunda con la denominación de Liga Europea de la EHF.

## Fase clasificatoria

### Primera ronda
El sorteo se llevó a cabo en Viena, e involucró a 32 equipos:
| Equipo 1                | Agr.  | Equipo 2                  | Ida   | Vuelta |
| ----------------------- | ----- | ------------------------- | ----- | ------ |
| Bjerringbro-Silkeborg   | 49-48 | Ystads IF                 | 22-23 | 27-25  |
| HC Kriens-Luzern        | 42-60 | SL Benfica                | 24-31 | 18-29  |
| RK Celje                | 58-65 | GOG Gudme                 | 33-29 | 25-36  |
| Grupa Azoty Unia Tarnów | 51-60 | RK Nexe Našice            | 23-28 | 28-32  |
| RK Vojvodina            | 49-54 | Kadetten Schaffhausen     | 26-20 | 23-34  |
| Csurgói KK              | 51-58 | HC Dobrogea Sud Constanța | 23-27 | 28-31  |
| NMC Górnik Zabrze       | 48-57 | ØIF Arendal               | 19-29 | 29-28  |
| A. A. Aguas Santas      | 54-60 | Ciudad de Logroño         | 26-26 | 28-34  |
| Balatonfüredi KSE       | 47-47 | HK Malmö                  | 27-25 | 20-22  |
| KS Azoty-Puławy         | 66-46 | MRK Sesvete               | 29-21 | 37-25  |
| HC Prolet 62            | 50-63 | Granollers                | 21-36 | 29-27  |
| Maccabi Rishon Lezion   | 49-58 | CSKA Moscú                | 26-29 | 23-29  |
| Rhein-Neckar Löwen      | 80-44 | Sport Toto SK             | 38-22 | 42-22  |
| RK Trimo Trebnje        | 59-60 | Team Tvis Holstebro       | 31-25 | 28-35  |
| RK Poreč                | 39-44 | Valur Reykjavik           | 18-22 | 21-22  |
| Alpla HC Hard           | 55-66 | Fenix Toulouse            | 23-27 | 32-39  |

### Segunda ronda
| Equipo 1              | Agr.  | Equipo 2                  | Ida   | Vuelta |
| --------------------- | ----- | ------------------------- | ----- | ------ |
| Kadetten Schaffhausen | 68-60 | Granollers                | 36-33 | 32-27  |
| Valur Reykjavik       | 47-54 | TBV Lemgo                 | 26-27 | 21-27  |
| Rhein-Neckar Löwen    | 59-64 | SL Benfica                | 31-31 | 28-33  |
| Ciudad de Logroño     | 61-58 | Ademar León               | 34-30 | 27-28  |
| Fenix Toulouse HB     | 59-49 | HK Malmö                  | 30-24 | 29-25  |
| GOG Gudme             | 57-51 | Mors-Thy HB               | 30-24 | 27-27  |
| KS Azoty-Puławy       | 53-65 | Füchse Berlin             | 24-32 | 29-33  |
| USAM Nîmes            | 65-58 | CSKA Moscú                | 36-29 | 29-29  |
| Orlen Wisła Płock     | 45-40 | HC Dobrogea Sud Constanța | 25-14 | 20-26  |
| Bjerringbro-Silkeborg | 59-59 | RK Nexe Našice            | 33-27 | 26-32  |
| Sporting de Lisboa    | 62-53 | Team Tvis Holstebro       | 31-25 | 31-28  |
| ØIF Arendal           | 49-67 | Pays d'Aix UCH            | 27-27 | 22-40  |

## Fase de grupos

### Grupo A
| Local \ Visitante | BID   | FEN   | FUC   | PFA   | TAT   | WPL   |
| ----------------- | ----- | ----- | ----- | ----- | ----- | ----- |
| Bidasoa Irún      | —     | 24–26 | 32–35 | 32–28 | 33–24 | 28–29 |
| Fenix Toulouse    | 26–26 | —     | 28–27 | 34–27 | 34–20 | 24–30 |
| Füchse Berlin     | 35–23 | 32–30 | —     | 35–29 | 36–23 | 29–30 |
| Pfadi Winterthur  | 23–37 | 27–30 | 27–30 | —     | 27–31 | 23–35 |
| Tatran Prešov     | 27–25 | 19–31 | 23–27 | 29–33 | —     | 15–29 |
| Wisła Płock       | 33–26 | 33–29 | 24–28 | 35–27 | 33–29 | —     |

| Pos | Equipo            | PJ | PG | PE | PP | GF  | GC  | Dif | Pts | Calificación              |
| --- | ----------------- | -- | -- | -- | -- | --- | --- | --- | --- | ------------------------- |
| 1.º | Orlen Wisła Płock | 10 | 9  | 0  | 1  | 311 | 258 | +53 | 18  | Avanza a octavos de final |
| 2.º | Füchse Berlin     | 10 | 8  | 0  | 2  | 314 | 269 | +45 | 16  | Avanza a octavos de final |
| 3.º | Fenix Toulouse HB | 10 | 6  | 1  | 3  | 292 | 265 | +27 | 13  | Avanza a octavos de final |
| 4.º | Bidasoa Irún      | 10 | 3  | 1  | 6  | 286 | 286 | 0   | 7   | Avanza a octavos de final |
| 5.º | HT Tatran Prešov  | 10 | 2  | 0  | 8  | 240 | 308 | -68 | 4   | Eliminado                 |
| 6.º | Pfadi Winterthur  | 10 | 1  | 0  | 9  | 271 | 328 | -57 | 2   | Eliminado                 |

### Grupo B
| Local \ Visitante  | BEN   | CHE   | COC   | GOG   | HBC   | LEM   |
| ------------------ | ----- | ----- | ----- | ----- | ----- | ----- |
| SL Benfica         | —     | 38–35 | 37–23 | 25–33 | 31–30 | 35–30 |
| Chejovskie Medvedi | 27–32 | —     | 0–10  | 32–39 | 31–35 | 28–30 |
| Riihimäki Cocks    | 32–37 | 27–33 | —     | 23–34 | 28–40 | 29–29 |
| GOG Gudme          | 39–38 | 27–26 | 46–30 | —     | 29–29 | 34–28 |
| HBC Nantes         | 33–33 | 10–0  | 36–25 | 27–24 | —     | 27–28 |
| TBV Lemgo          | 29–30 | 30–27 | 39–30 | 39–35 | 37–37 | —     |

| Pos | Equipo             | PJ | PG | PE | PP | GF  | GC  | Dif | Pts | Calificación              |
| --- | ------------------ | -- | -- | -- | -- | --- | --- | --- | --- | ------------------------- |
| 1.º | GOG Gudme          | 10 | 7  | 1  | 2  | 340 | 297 | +43 | 15  | Avanza a octavos de final |
| 2.º | SL Benfica         | 10 | 7  | 1  | 2  | 336 | 311 | +25 | 15  | Avanza a octavos de final |
| 3.º | HBC Nantes         | 10 | 5  | 3  | 2  | 304 | 266 | +38 | 13  | Avanza a octavos de final |
| 4.º | TBV Lemgo          | 10 | 5  | 2  | 3  | 319 | 312 | +7  | 12  | Avanza a octavos de final |
| 5.º | Riihimäki Cocks    | 10 | 1  | 1  | 8  | 257 | 331 | -74 | 3   | Eliminado                 |
| 6.º | Chejovskie Medvedi | 10 | 1  | 0  | 9  | 239 | 278 | -39 | 2   | Eliminado                 |

### Grupo C
| Local \ Visitante  | GOR   | LOG   | MAG   | NEX   | PAY   | SAV   |
| ------------------ | ----- | ----- | ----- | ----- | ----- | ----- |
| RK Gorenje Velenje | —     | 32–31 | 27–31 | 34–28 | 33–32 | 31–35 |
| Ciudad de Logroño  | 31–26 | —     | 29–29 | 31–30 | 33–26 | 29–30 |
| SC Magdeburg       | 34–24 | 33–31 | —     | 32–26 | 31–27 | 31–25 |
| RK Nexe Našice     | 31–23 | 31–30 | 24–28 | —     | 33–29 | 39–31 |
| Pays d'Aix UCH     | 26–26 | 37–31 | 28–39 | 29–30 | —     | 25–30 |
| IK Sävehof         | 27–28 | 43–31 | 26–29 | 33–23 | 33–31 | —     |

| Pos | Equipo             | PJ | PG | PE | PP | GF  | GC  | Dif | Pts | Calificación              |
| --- | ------------------ | -- | -- | -- | -- | --- | --- | --- | --- | ------------------------- |
| 1.º | SC Magdeburg       | 10 | 9  | 1  | 0  | 317 | 267 | +50 | 19  | Avanza a octavos de final |
| 2.º | IK Sävehof         | 10 | 6  | 0  | 4  | 313 | 297 | +16 | 12  | Avanza a octavos de final |
| 3.º | RK Nexe Našice     | 10 | 5  | 0  | 5  | 295 | 300 | -5  | 10  | Avanza a octavos de final |
| 4.º | RK Gorenje Velenje | 10 | 4  | 1  | 5  | 284 | 306 | -22 | 9   | Avanza a octavos de final |
| 5.º | Ciudad de Logroño  | 10 | 3  | 1  | 6  | 307 | 317 | -10 | 7   | Eliminado                 |
| 6.º | Pays d'Aix UCH     | 10 | 1  | 1  | 8  | 290 | 319 | -29 | 3   | Eliminado                 |

### Grupo D
| Local \ Visitante     | AEK   | EUR   | KAD   | NIM   | SPO   | TAT   |
| --------------------- | ----- | ----- | ----- | ----- | ----- | ----- |
| AEK Atenas            | —     | 27–30 | 28–31 | 34–30 | 25–24 | 34–26 |
| Eurofarm Pelister     | 30–19 | —     | 27–26 | 21–26 | 31–25 | 33–20 |
| Kadetten Schaffhausen | 30–26 | 28–28 | —     | 25–25 | 26–24 | 32–26 |
| USAM Nîmes            | 26–27 | 25–23 | 33–33 | —     | 33–27 | 24–22 |
| Sporting de Lisboa    | 31–30 | 27–27 | 29–28 | 32–30 | —     | 34–26 |
| Tatabánya KC          | 25–24 | 25–21 | 31–23 | 30–38 | 23–37 | —     |

| Pos | Equipo                | PJ | PG | PE | PP | GF  | GC  | Dif | Pts | Calificación              |
| --- | --------------------- | -- | -- | -- | -- | --- | --- | --- | --- | ------------------------- |
| 1.º | USAM Nîmes            | 10 | 5  | 2  | 3  | 290 | 274 | +16 | 12  | Avanza a octavos de final |
| 2.º | Eurofarm Pelister     | 10 | 5  | 2  | 3  | 271 | 248 | +23 | 12  | Avanza a octavos de final |
| 3.º | Kadetten Schaffhausen | 10 | 4  | 3  | 3  | 282 | 277 | +5  | 11  | Avanza a octavos de final |
| 4.º | Sporting de Lisboa    | 10 | 5  | 1  | 4  | 290 | 279 | +11 | 11  | Avanza a octavos de final |
| 5.º | AEK Atenas            | 10 | 4  | 0  | 6  | 274 | 283 | -9  | 8   | Eliminado                 |
| 6.º | Tatabánya KC          | 10 | 3  | 0  | 7  | 254 | 300 | -46 | 6   | Eliminado                 |

## Fase eliminatoria

### Octavos de final
| Equipo 1              | Agr.      | Equipo 2          | Ida   | Vuelta |
| --------------------- | --------- | ----------------- | ----- | ------ |
| Kadetten Schaffhausen | 60-60 (a) | IK Sävehof        | 32-26 | 28-34  |
| TBV Lemgo             | 56-59     | Orlen Wisła Płock | 28-31 | 28-28  |
| RK Nexe Našice        | 51-47     | Eurofarm Pelister | 29-26 | 22-21  |
| Bidasoa Irún          | 59-63     | GOG Gudme         | 28-30 | 31-33  |
| HBC Nantes            | 58-54     | Füchse Berlin     | 25-24 | 33-30  |
| Sporting de Lisboa    | 64-65     | SC Magdeburg      | 29-29 | 35-36  |
| Fenix Toulouse HB     | 68-70     | SL Benfica        | 38-34 | 30-36  |
| RK Gorenje Velenje    | 59-57     | USAM Nîmes        | 29-22 | 30-35  |

### Cuartos de final
| Equipo 1              | Agr.  | Equipo 2           | Ida   | Vuelta |
| --------------------- | ----- | ------------------ | ----- | ------ |
| Kadetten Schaffhausen | 53-68 | Orlen Wisła Płock  | 31-33 | 22-35  |
| RK Nexe Našice        | 69-64 | GOG Gudme          | 32-27 | 37-37  |
| HBC Nantes            | 53-58 | SC Magdeburg       | 25-28 | 28-30  |
| SL Benfica            | 63-56 | RK Gorenje Velenje | 36-29 | 27-27  |

## Final Four
|  | Semifinales       | Semifinales  |            |    | Final | Final |
|  |                   |              |            |    |       |       |
|  | 28 de mayo        |              |            |    |       |       |
|  |                   |              |            |    |       |       |
|  | SC Magdeburg      | 34           |            |    |       |       |
|  | SC Magdeburg      | 34           | 29 de mayo |    |       |       |
|  | RK Nexe Našice    | 29           |            |    |       |       |
|  | RK Nexe Našice    | 29           | SL Benfica | 40 |       |       |
|  | 28 de mayo        |              | SL Benfica | 40 |       |       |
|  |                   | SC Magdeburg | 39         |    |       |       |
|  | Orlen Wisła Płock | SC Magdeburg | 39         | 19 |       |       |
|  | Orlen Wisła Płock |              |            | 19 |       |       |
|  | SL Benfica        | 26           |            |    |       |       |
|  | SL Benfica        | 26           | 3º Puesto  |    |       |       |
|  |                   |              |            |    |       |       |
|  | 29 de mayo        |              |            |    |       |       |
|  |                   |              |            |    |       |       |
|  | Orlen Wisła Płock | 27           |            |    |       |       |
|  | Orlen Wisła Płock | 27           |            |    |       |       |
|  | RK Nexe Našice    | 22           |            |    |       |       |

| Liga Europea de la EHF 2021-22 |
| ------------------------------ |
|                                |
| SL Benfica 1.er Título         |